# Emin Fahrettin Özdilek
Emin Fahrettin Özdilek (* 1898 in Bursa; † 13. März 1989 in Ankara) war ein türkischer General, Politiker und kurzfristig Ministerpräsident der Türkei.
Nach seiner Grundausbildung absolvierte er das Militärgymnasium Edirne. 1916 kam er in die Offiziersanwärterschule. Am 1. Juni 1917 wurde er zum Leutnant befördert. Ende 1920 beteiligte sich Özdilek am Türkischen Befreiungskrieg. Ab dem 1. März 1921 führte er als Oberleutnant die III. Kavallerie-Division in Schlachten im Westen im Griechisch-Türkischen Krieg. Zwischen 1925 und 1927 beendete er seine Ausbildung an der Kriegsschule und an der Kavallerieschule. 1933 besuchte er die Militärakademie. Am 30. August 1936 wurde er zum Major befördert. Am 6. November 1936 absolvierte er die Akademie im Range eines Stabsoffiziers. Zwischen 1936 und 1959 war er in verschiedenen Positionen innerhalb der Türkischen Streitkräfte tätig. Am 30. August 1959 wurde er zum General ernannt.
Nachdem das Militär am 27. Mai 1960 geputscht hatte, wurde Özdilek Mitglied des Komitees der Nationalen Einheit. Am 9. Juni wurde Özdilek zum Verteidigungsminister in der Regierung Cemal Gürsels ernannt. Am 21. November 1960 wurde er zum Staatsminister und zum stellvertretenden Ministerpräsidenten ernannt. Da am 26. Oktober 1961 Ministerpräsident Cemal Gürsel Staatspräsident wurde, übernahm Özdilek vom 27. Oktober 1961 bis zum 20. November 1961 den Posten des Ministerpräsidenten. Zwischen 1961 und 1980 war Özdilek natürliches Mitglied des Senats sowie Präsident der Gruppe der Nationalen Einheit (millî birlik grubu). Bei den Parlamentswahlen von 1983 wurde er zum Abgeordneten der Provinz Konya für die Halkçı Parti in die Große Nationalversammlung der Türkei gewählt.
Er wurde auf dem städtischen Friedhof Cebeci beigesetzt.
| Vorgänger    | Amt                                                                        | Nachfolger  |
| ------------ | -------------------------------------------------------------------------- | ----------- |
| Cemal Gürsel | Ministerpräsident der Republik Türkei 27. Oktober 1961 – 20. November 1961 | İsmet İnönü |